# Il mago di Azz
Il mago di Azz è un album di musica demenziale contenente 14 tracce e pubblicato da Federico Salvatore nel 1996.

## Tracce
1. Leonazz – 1:28
2. Incidente in Paradiso – 6:55
3. Sulla porta – 4:04
4. Come fanno l'amore Federico e Salvatore – 4:25
5. Ninna nanna gelosa – 4:00
6. Lo specchio – 2:54
7. Anonimo romano S.P.Q.R. – 4:50
8. Musica da branda – 3:10
9. I figli di Vacca Carla – 5:45
10. Napolitudine – 5:00
11. Zappatore (il ritorno dell'Avvocato) – 4:05
12. Incidente telefonico – 5:15
13. Incompatibili ma indivisibili – 4:40
14. Che senso a – 6:30